# Sean Schemmel
Sean Schemmel (Waterloo, 21 novembre 1968) è un doppiatore, regista e sceneggiatore statunitense, conosciuto principalmente per il suo lavoro nel doppiare i cartoni animati, gli anime e i videogiochi.
Il suo ruolo più famoso è quello del giovane e adulto Goku nel doppiaggio inglese della serie Dragon Ball prodotto da Funimation. Ha lavorato per Funimation, OkraTron 5000, NYAV Post, Central Park Media, 4K Media Inc. e DuArt Film & Video.

## Carriera
Inizialmente, Schemmel non aveva previsto di intraprendere la carriera di doppiatore; aveva intrapreso la carriera come un musicista classico suonando il corno francese. Quando un amico lo convinse a fare un'audizione per "Dragon Ball Z", si presentò per un personaggio di supporto destinato a essere eliminato nella prima stagione dello show. Aveva registrato per due settimane prima di scoprire che avrebbe assunto il ruolo del protagonista. Dopo essere stato scelto come Son Goku da Funimation nel 1999, è stato l'attore di doppiaggio inglese più costante per il principale eroe della serie "Dragon Ball", prestando la voce alle incarnazioni giovanili e adulte del personaggio in ogni serie anime prodotta fino ad oggi ("Dragon Ball", "Z", "GT", "Kai" e "Super") e nella maggior parte dei film animati e dei videogiochi di Dragon Ball, oltre che ad altri personaggi come Re Kaio e Goku Black.
Oltre a doppiare Goku, Schemmel ha prestato la sua voce a vari altri personaggi di anime, incluso Conrad in "Berserk", Amidamaru in "Shaman King", Lucario in "Pokémon" e Elliot Grant in "Mew Mew Power". Altri ruoli di doppiaggio di Schemmel nell'animazione includono Firefly in "G.I. Joe: Sigma 6", Gonard in "Kappa Mikey" e Hawkman in "DC Super Friends". Nei videogiochi, Schemmel ha prestato la sua voce a Makuta in "Bionicle", Black Doom in "Shadow the Hedgehog", Maxwell in "Bullet Witch", Horace in "Skullgirls", Batman in "The Dark Knight Rises", Sun Wukong (da cui Goku è stato originariamente basato) in "Smite" e Marc Wilson in "Fallout 4".
Oltre alla sua carriera di doppiatore, Schemmel ha anche ricoperto i ruoli di regista ADR e sceneggiatore presso NYAV Post, dove ha diretto e adattato in inglese diversi anime giapponesi. Nel campo della narrazione, ha ricevuto due premi per le sue registrazioni di audiolibri.

## Doppiaggio

### Videogiochi
- Lucario in Super Smash Bros. Ultimate

## Doppiatori italiani
- Luigi Fantini in Super Smash Bros. Ultimate [4]